# Икито
Икито (амакакоре, амакоре, пука-ума) — один из языков сапаро. Число носителей — около 35 человек, проживающих на северо-востоке Перу, в провинции Лорето. Язык находится на грани вымирания, все носители — пожилые люди. Молодое поколение обычно понимает икито, но не говорит на нём, предпочитая испанский. На начало 1960-х годов было около 100 носителей языка, освоение данного региона Перу было связано с болезнями, унёсшими жизни многих местных жителей. Наиболее близкородственен мёртвый язык кагуарано.